# Indokinesisk flugsnappare
Indokinesisk flugsnappare (Cyornis sumatrensis) är en nyligen urskild fågelart i familjen flugsnappare inom ordningen tättingar.

## Utseende och läte
Indokinesisk flugsnappare är en medelstor (14–15 cm) typisk Cyornis-flugsnappare där den båda könens fjäderdräkter skiljer sig tydligt åt. Hanen är mörkblå på ovansida, huvudet är mörkare svartblått från nedre delen av pannan till kinderna, örontäckarna och hakan. På undersidan är den ljusbeige på strupen, orangetonat rostbrun på bröstet och vit i övrigt. Honan är istället olivaktigt gråbrun på ovansidan, medan pannans nedre del och tygeln är ljusbeige. Stjärten och övre stjärttäckarna är blå. Hakan och strupen är i varierande grad orangebeige eller ljusare, bröstet mörkt rostbrunt.
Arten är mycket lik indisk flugsnappare som den tidigare ansågs vara en del av. Hanen är dock vitare på undersidans bakre delar och tydligare avgränsat mot det rostfärgade bröstet. Honan är brunare ovan och saknar det blåfärgade ögonbrynet hos hona indisk flugsnappare. Sången skiljer sig även, klar och fallande med färre än tio toner per fras jämfört med indiska flugsnapparens snabba fraser med tio toner eller fler och i varierande tonhöjd.

## Utbredning och systematik
Fågeln förekommer i Sydostasien och delas in i tre underarter med följande utbredning:
- Cyornis sumatrensis indochina – sydöstra Myanmar, Thailand (förutom de centrala och södra delarna), Kambodja, södra Laos samt centrala Vietnam (Annam)
- Cyornis sumatrensis sumatrensis – södra Burma, södra Thailand och Malackahalvön; en observation från nordöstra Sumatra
- Cyornis sumatrensis lamprus – Anambasöarna utanför Malackahalvön

Tidigare betraktades den ofta som underart till indisk flugsnappare (Cyornis tickelliae) och vissa gör det fortfarande. Den urskiljs dock allt oftare som egen art.

## Levnadssätt
Indokinesisk flugsnappare förekommer företrädesvis i låglänta områden, men även i lägre bergstrakter. Den föredrar öppen torr skog, skogsbryn och buskmarker. Den kan också uppträda mycket lokalt i kustnära skogar och mangroveträsk.

## Status och hot
Arten har ett stort utbredningsområde, men tros minska i antal, dock inte tillräckligt kraftigt för att den ska betraktas som hotad. Internationella naturvårdsunionen IUCN listar arten som livskraftig (LC).